# Estratonice (filha de Antíoco II Teos)
Estratonice foi uma filha de Antíoco II Teos que se casou com Ariarates III, rei da Capadócia, sendo mãe do seu filho.

## Família e contexto histórico
Antíoco II Teos foi casado com Laódice I, filha de Aqueu; eles tiveram dois filhos e duas filhas, seus filhos foram Seleuco II Calínico e Antígono Híerax, e suas filhas se casaram com Mitrídates e Ariarates III. Antíoco II Teos era filho de Antíoco I Sóter e Estratonice, filha de Demétrio I Poliórcetes.
Ariarates III era rei da Capadócia, que havia sido uma satrapia de sua família desde Anafas, um dos Sete Persas. Porém, várias gerações depois, Ariarates I foi derrotado por Pérdicas, e seu filho Ariarates II se retirou para a Armênia, voltando após a morte de Pérdicas e Eumenes de Cardia. Ariarates II foi sucedido por seu filho Ariâmnes, e este por seu filho Ariarates III.
Ariâmnes fez uma aliança com Antíoco II Teos, casando Ariarates III com Estratonice, filha de Antíoco.

## Filhos
Ariarates IV herdou o trono da Capadócia de seu pai Ariarates III quando era uma criança, e se casou com Antióquida, filha de Antíoco III Magno.